# RB-109A Bylina
RB-109A Bylina (ros. РБ-109А «Былина») – rosyjski zautomatyzowany system walki radioelektronicznej zdolny do selektywnego zagłuszania wybranych częstotliwości łączności radiowej i satelitarnej.

## Opis
Generalnym wykonawcą prac projektowych nad nowym systemem walki radioelektronicznej był, na zlecenie Ministerstwa Obrony Rosji, Centralny Instytut Badawczy Gospodarki, Informatyki i Systemów Kontroli (ros. Центральный научно-исследовательский институт экономики, информатики и систем управления). Prace badawcze zostały wdrożone w 2010 r. Opierano się na badaniach prowadzonych wspólnie z Instytutem Fizyki Stosowanej Rosyjskiej Akademii Nauk. Prace konstrukcyjne nad nowym systemem walki radioelektronicznej zostały zakończone przez holding Roselektronika (ros. Росэлектроника) w 2016 r., w tym samym roku przeprowadzono jego testy.
System jest przewidziany do samodzielnej analizy sytuacji na polu walki, na podstawie zebranych informacji ma dobierać właściwe metody zagłuszania radarów, satelitów i łączności nieprzyjaciela. Zastosowano w nim rozwiązania wykorzystujące elementy sztucznej inteligencji oparte na uczeniu maszynowym. Pozwala na precyzyjne zagłuszanie wybranych systemów znajdujących się w odległości do stu kilometrów. Działanie Byliny nie zakłóca wyposażenia elektronicznego oddziałów armii rosyjskiej stacjonujących w obszarze jej działania. Według doniesień producenta, system pozwala na zagłuszanie sygnałów satelitów pracujących w zakresie fal milimetrowych o częstotliwości 30-300 GHz i długości 1-10 mm. Umożliwia to zakłócenie pracy odbiorników korzystających z geostacjonarnych satelitów komunikacyjnych oraz satelitów pracujących na niskiej orbicie okołoziemskiej, tj. Starlink. Wyposażenie, oprogramowanie i możliwość współpracy z innymi systemami walki radioelektronicznej sprawia, że RB-109A Bylina jest systemem szczebla strategicznego.
Po raz pierwszy system został użyty jesienią 2017 r. podczas ćwiczeń Zapad 2017, oficjalnie został przyjęty na uzbrojenie armii rosyjskiej w 2018 r. Zgodnie z przyjętymi ustaleniami w 2025 r. system znajdzie się na wyposażeniu wszystkich jednostek armii rosyjskiej zajmujących się walką radioelektroniczną. Jego wprowadzenie zwiększy ich zdolności bojowe o około 20-30%. RB-109A ma możliwość współpracy z innymi systemami walki radioelektronicznej przeznaczonymi do zwalczania łączności radiowej i satelitarnej przeciwnika. W ramach testów współpracował m.in. z systemem Tirada-2S. Współdziałanie było koordynowane przez system centralny RB-108S.

## Dane techniczne
System jest zamontowany na pięciu czteroosiowych ciężarówkach KamAZ i ma własne źródło zasilania. Po osiągnięciu gotowości bojowej automatycznie nawiązuje łączność z systemami dowodzenia i innymi stacjami walki elektronicznej. Wymiana informacji między elementami systemu odbywa się automatycznie w czasie rzeczywistym, operatorzy monitorują proces zbierania danych oraz kontrolują działanie systemu.

## Użycie bojowe
Obecność systemu została stwierdzona w 2016 r. przez obserwatorów OBWE w pobliżu osady Czernuchino w Donbasie. Został również wykorzystany przez rosyjskie oddziały biorące udział w wojnie domowej w Syrii.